# Eduard Lewandowski
Eduard Lewandowski, ros. Эдуард Вольдемарович Левандовский, Eduard Woldiemarowicz Lewandowski (ur. 3 maja 1980 w Krasnoturjinsku) – niemiecki hokeista pochodzenia rosyjskiego. Reprezentant Niemiec, olimpijczyk. Posiada niemieckie i rosyjskie obywatelstwo.

## Kariera
- EC Wilhelmshaven-Stickhausen (1997-2001)
- Kölner Haie (2001)
- Eisbären Berlin (2001-2002)
- Kölner Haie (2002-2006)
- Adler Mannheim (2006-2008)
- Spartak Moskwa (2008-2010)
- Nieftiechimik Niżniekamsk (2010)
- Atłant Mytiszczi (2010-2012)
- Spartak Moskwa (2012-2013)
- Nieftiechimik Niżniekamsk (2013)
- Awtomobilist Jekaterynburg (2013-2015)
- Düsseldorfer EG (2015-2018)
- Löwen Frankfurt (2018-2021)
- ECW Sande (2021)
- Krefeld Pinguine (2021-)

Wychowanek klubu Majak w rodzinnym Krasnoturjinsku. Początkowo uprawiał bandy – dyscyplinę zbliżoną do hokeja. W wieku 15 lat przeprowadził się z rodziną do Niemiec i dwa lata później rozpoczął zawodową karierę hokejową. W okresie występów w Spartaku i Atłancie wraz z nim występował w tych drużynach inny niemiecki hokeista rosyjskiego pochodzenia, Dimitrij Kotschnew. Od maja 2012 roku po raz drugi w karierze zawodnik Spartaka Moskwa, podpisując dwuletni kontrakt z klubem. W styczniu 2013 roku ponownie przekazany do Nieftiechimika. W maju 2013 roku powrócił do Spartaka, a pod koniec miesiąca został zawodnikiem Awtomobilista Jekaterynburg, związany rocznym kontraktem. W kwietniu 2014 przedłużył kontrakt z klubem o rok. Po siedmiu latach gry w klubach rosyjskich, w maju 2015 został zawodnikiem niemieckiego Düsseldorfer EG. Po trzech latach w maju 2018 odszedł z klubu. W czerwcu 2018 został zawodnikiem Löwen Frankfurt. W lutym 2020 przedłużył tam kontrakt o rok. W maju 2021 ogłoszono jego odejście z tego klubu. We wrześniu 2021 przeszedł do ECW Sande, a w następnym miesiącu do Krefeld Pinguine.
Został reprezentantem Niemiec. Uczestniczył w turniejach mistrzostw świata w 2002, 2003, 2004, 2005 oraz zimowych igrzysk olimpijskich na 2006.

## Sukcesy

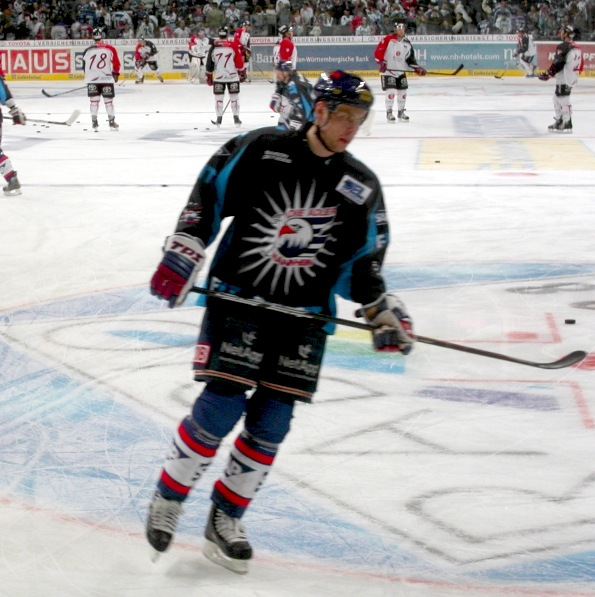
Eduard Lewandowski w barwach Adler Mannheim (2008)

Klubowe
- Złoty medal mistrzostw Niemiec: 2007 z Adler Mannheim
- Srebrny medal mistrzostw Niemiec: 2003 z Kölner Haie
- Puchar Niemiec: 2004 z Kölner Haie, 2007 z Adler Mannheim
- Srebrny medal mistrzostw Rosji: 2011 z Atłantem

Indywidualne
- Mecz Gwiazd DEL: 2003, 2004, 2006, 2007, 2008